# Teufelslöcher
Les Teufelslöcher (en français Trous du diable) sont deux portes rocheuses naturelles à 2 793 m d'altitude dans le massif des Alpes de Berchtesgaden et le chaînon du Hochkönigstock. Elles se situent entre le Lamkopf et le Hochseiler à la frontière entre les districts de Zell am See et Sankt Johann im Pongau dans le land autrichien de Salzbourg.
La montée de la Bertgenhütte à l'Übergossene Alm passe par les Teufelslöcher au sud-est. Juste au-dessus des Teufelslöcher, le chemin se divise en direction du Hochseiler, le Niedere Torscharte (Herzogsteig) ou le Hochkönig (Matrashaus).